# Красные Буйцы
Красные Буйцы — село в Богородицком районе Тульской области России.
В рамках административно-территориального устройства входит в Краснобуйцкий сельский округ Богородицкого района, в рамках организации местного самоуправления включается в Бахметьевское сельское поселение.

## География
Расположено вблизи реки Непрядва, в 29 км к юго-востоку от города Богородицка и в 1 км к западу от посёлка Кичевский.

## Население
| 2002 | 2010 |
| ---- | ---- |
| 118  | ↘101 |